# Parophiopsyllus ligatus
Parophiopsyllus ligatus is een eenoogkreeftjessoort uit de familie van de Cancerillidae. De wetenschappelijke naam van de soort is voor het eerst geldig gepubliceerd in 1972 door Humes & Hendler.